# Olympische Jugend-Sommerspiele 2010/Teilnehmer (Malaysia)
| Gelbes Symbol für Goldmedaillen mit stilisierten Olympischen Ringen | Graues Symbol für Silbermedaillen mit stilisierten Olympischen Ringen | Braundes Symbol für Bronzemedaillen mit stilisierten Olympischen Ringen |
| ------------------------------------------------------------------- | --------------------------------------------------------------------- | ----------------------------------------------------------------------- |
| —                                                                   | 2                                                                     | —                                                                       |

Die Jugend-Olympiamannschaft aus Malaysia für die I. Olympischen Jugend-Sommerspiele vom 14. bis 26. August 2010 in Singapur bestand aus 13 Athleten.

## Athleten nach Sportarten

### Badminton
| Mädchen - Soniia Cheah Einzel: Viertelfinale | Jungen - Loh Wei Sheng Einzel: 4. Platz |

### Gewichtheben
Mädchen
- Fatin Atikah Osman
Mittelgewicht: 7. Platz

### Leichtathletik
Jungen
- Muhammad Ajmal Aiman Mat Hasan
110 m Hürden: 11. Platz
- Navinraj Subramaniam
Hochsprung: 8. Platz
- Fahme Zazam Mohamed
Stabhochsprung: 13. Platz

### Schwimmen
| Mädchen - Lai Wei Li 200 m Freistil: 31. Platz 400 m Freistil: 18. Platz 200 m Lagen: disqualifiziert (Vorlauf) | Jungen - Kevin Lim 200 m Freistil: 26. Platz 400 m Freistil: 16. Platz |

### Segeln
| Mädchen - Khairunneeta Affendy Byte CII: 7. Platz | Jungen - Muhammad Amirul Shafiq Muhammad Jais Byte CII: 18. Platz |

### Turnen

#### Rhythmische Sportgymnastik
Mädchen
- Lee Wan Nin
Einzel: 4. Platz

### Wasserspringen
| Mädchen - Pandelela Rinong Kunstspringen: Silber Turmspringen: Silber | Jungen - Ooi Tze Liang Kunstspringen: 7. Platz Turmspringen: 7. Platz |